# María del Pilar của Tây Ban Nha
María del Pilar của Tây Ban Nha (tiếng Tây Ban Nha: María del Pilar Berenguela Isabel Francisca de Asís Cristina Sebastiana Gabriela Francisca Caracciolo Saturnina de Borbón y Borbón; 4 tháng 6 năm 1861 – 5 tháng 8 năm 1879) là người con thứ ba cũng như là con gái thứ hai sống qua tuổi ấu thơ của Isabel II của Tây Ban Nha và Francisco de Asís của Tây Ban Nha . María del Pilar là em gái của Alfonso XII của Tây Ban Nha.
Năm bảy tuổi, María del Pilar cùng mẹ sống lưu vong ở Paris, nơi Vương nữ theo học Trường Cao đẳng Thánh Tâm. Sau sự sụp đổ của Napoléon III, gia đình vương thất định cư ở Genève. Năm 1875, với việc khôi phục chế độ quân chủ do anh trai Pilar là Alfonso XII là Quốc vương, Vương nữ trở về Tây Ban Nha. Khi Nữ vương Isabel II trở về Pháp, Pilar cùng các em gái Paz và Eulalia chuyển đến Cung điện Vương thất Madrid. Vương nữ đã hoàn thành chương trình học của mình dưới sự giám sát của chị cả là Isabel, Thân vương xứ Asturias.
Đã có dự định gả Pilar cho Napoléon, Hoàng thái tử Pháp, con trai và là người thừa kế của hoàng đế Pháp Napoléon III. Mẹ của Hoàng tử Napoléon, Hoàng hậu Eugenia và Nữ vương Isabel II ủng hộ mối hôn sự này, nhưng hoàng thái tử trẻ đã bị giết trong Chiến tranh Anh-Zulu. Hai tháng sau, Vương nữ Pilar 18 tuổi đột ngột qua đời ở Eskoriatza. Hoàng hậu Eugenia đã lấy một vòng hoa từ mộ con trai mình và gửi nó đến khu mộ của Pilar ở El Escorial.

## Những năm đầu đời

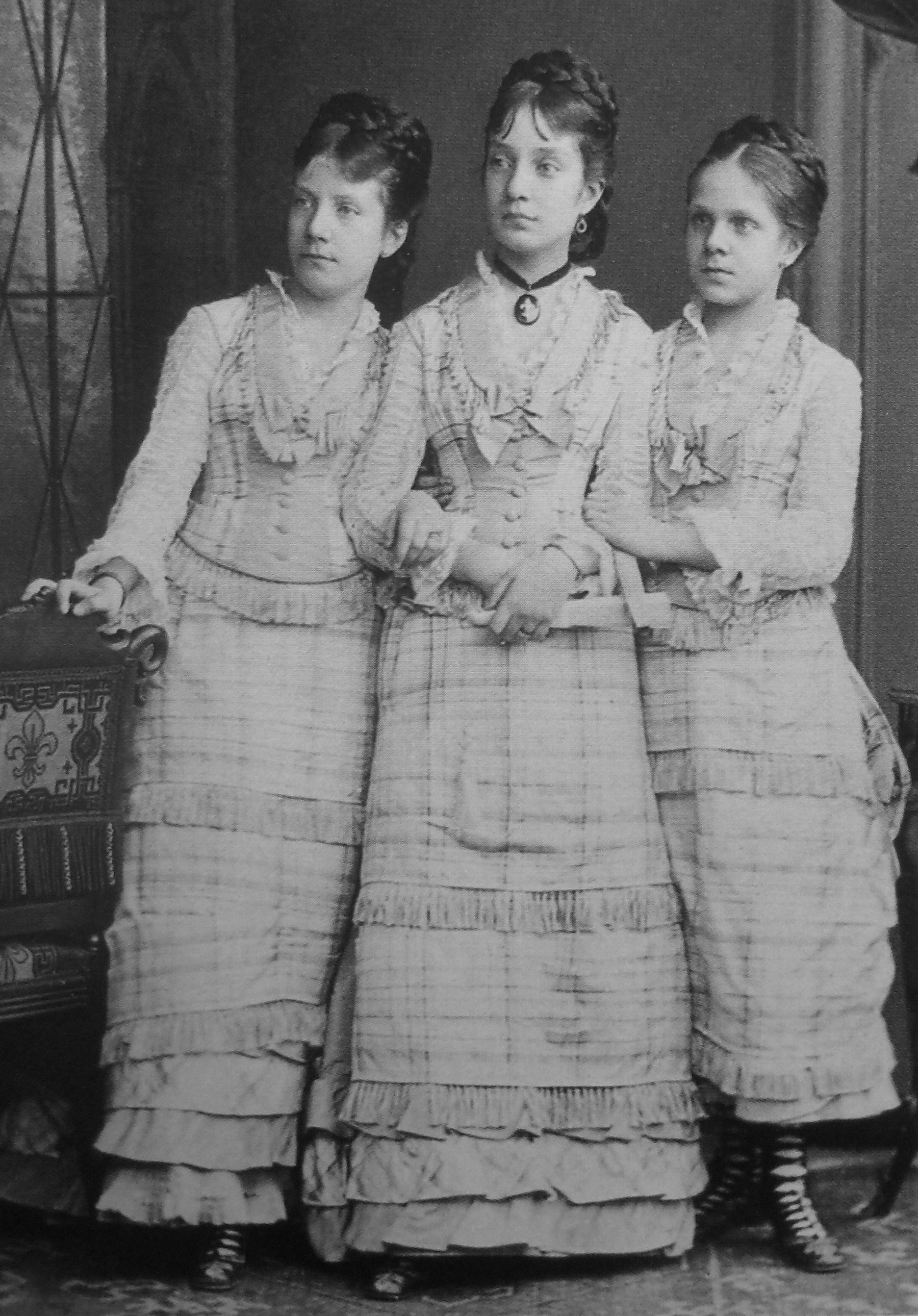
Từ trái sang phải: Infantas Paz, Pilar và Eulalia của Tây Ban Nha.

María del Pilar sinh vào ngày 4 tháng 6 năm 1861 tại Cung điện Vương thất Madrid, là người con thứ ba sống đến tuổi trưởng thành của Isabel II của Tây Ban Nha và Francisco de Asís của Tây Ban Nha. Một ngày sau khi sinh, Infanta được rửa tội và được đặt tên là María del Pilar Berenguela Isabel Francisca de Asís Cristina Sebastiana Gabriela Francisca Caracciolo Saturnina. Cha mẹ đỡ đầu của María del Pilar là hai vợ chồng María Cristina Isabel của Tây Ban Nha và Sebastião của Bồ Đào Nha và Tây Ban Nha. María Cristina Isabel là cô của María del Pilar còn Sebastião là chú họ của Infanta và hai người đã kết hôn được một năm khi đỡ đầu cho Infanta Pilar.
Nữ vương Isabel II ít quan tâm đến chồng, người mà Nữ vương bị ép phải kết hôn ở tuổi 16. Tuy nhiên, trong cuộc hôn nhân của hai người, Nữ vương Isabel II đã mang thai 12 lần. Nhiều nhà sử học và viết tiểu sử đều tin rằng Phối vương Francisco là cha ruột của rất ít người con trong số 12 người. Quan hệ cha con của những người con của Isabel II được cho là của nhiều người tình khác nhau. Từ năm 1859 đến năm 1865, Isabel II dành một sự quan tâm lãng mạn danh cho nhà ngoại giao và chính trị gia Miguel Tenorio de Castilla (1818-1912). Hơn Isabel II mười hai tuổi, Miguel Tenorio đến triều đình Madrid vào tháng 4 năm 1859 với tư cách là thư ký cho Nữ vương. Miguel Tenorio là một quả phu  có một cậu con trai và có một sự nghiệp chính trị sâu rộng. Mối quan hệ của Miguel Tenorio với Nữ vương rất êm đềm và Miguel Tenorio đã phục vụ Isabel II một cách trung thành và hiệu quả. Vào tháng 8 năm 1865, Miguel bị cách chức vì cả Leopoldo O'Donnell, chủ tịch chính phủ và người kế nhiệm của Miguel Tenorio là Ramón María Narváez, đều mệt mỏi trước ảnh hưởng của Tenorio đối với Nữ vương. Tenorio thường xuyên được coi là cha của ba cô con gái của Nữ vương Isabel II là Infantas Pilar, Paz và Eulalia. Tuy nhiên, Vương quân Francisco đã công nhận tất cả những đứa con được sinh ra là của mình. Trong số bốn cô con gái và một con trai sống đến tuổi trưởng thành, María del Pilar là người Francisco yêu nhất và là người mà Phối vương cảm thấy gần gũi hơn.
María del Pilar trải qua những năm đầu đời trong bầu không khí lễ nghi của triều đình Tây Ban Nha. Cho đến khi bốn tuổi, Vương nữ được nuôi dưỡng bởi một nhũ mẫu đã được lựa chọn cẩn thận. Năm 7 tuổi, việc học của Infanta Pilar được giám sát bởi Bà Công tước xứ Berwick và Alba. Vào thời điểm đó, sự ổn định của triều đại Isabel II đang bị lung lay. Nữ vương nhanh chóng mất đi hai chính trị gia nổi bật nhất trong chính phủ của mình. Leopold O'Donell qua đời vào tháng 11 năm 1867 và Narvaez qua đời vào tháng 4 năm 1868 khi vẫn đang điều hành chính phủ. Mùa hè năm 1868, sau vài ngày ở Cung điện La Granja, Vương thất Tây Ban Nha chuyển đến Bờ biển Cantabrian. Họ đến Lekeitio để dành thời gian tắm biển, một việc mà Nữ vương được yêu cầu thực hiện vì mắc bệnh về da. Khi đó María del Pilar mới bảy tuổi. Những người bạn của Vương nữ là em gái Paz sáu tuổi và Eulalia bốn tuổi. Anh trai của ba chị em là Alfonso 10 tuổi được giáo dục riêng vì là người thừa kế ngai vàng. Còn người chị là Isabel thì đã kết hôn với người em họ là Gaetano của Hai Sicilie, Bá tước xứ Girgenti vào tháng 5 và hiện đang ở nước ngoài để tận hưởng thời gian trăng mật. Trong khi Vương thất đang ở Lekeitio, một cuộc nổi dậy quân sự đã nổ ra. Vào ngày 28 tháng 9, với sự thất bại của quân đội phe bảo hoàng do Tướng Novaliches chỉ huy trong trận Alcolea đã đánh dấu sự kết thúc của triều đại của Nữ vương Isabel II. Hai ngày sau, Nữ vương cùng gia đình vượt biên bằng tàu hỏa đến Biarritz.

## Lưu vong

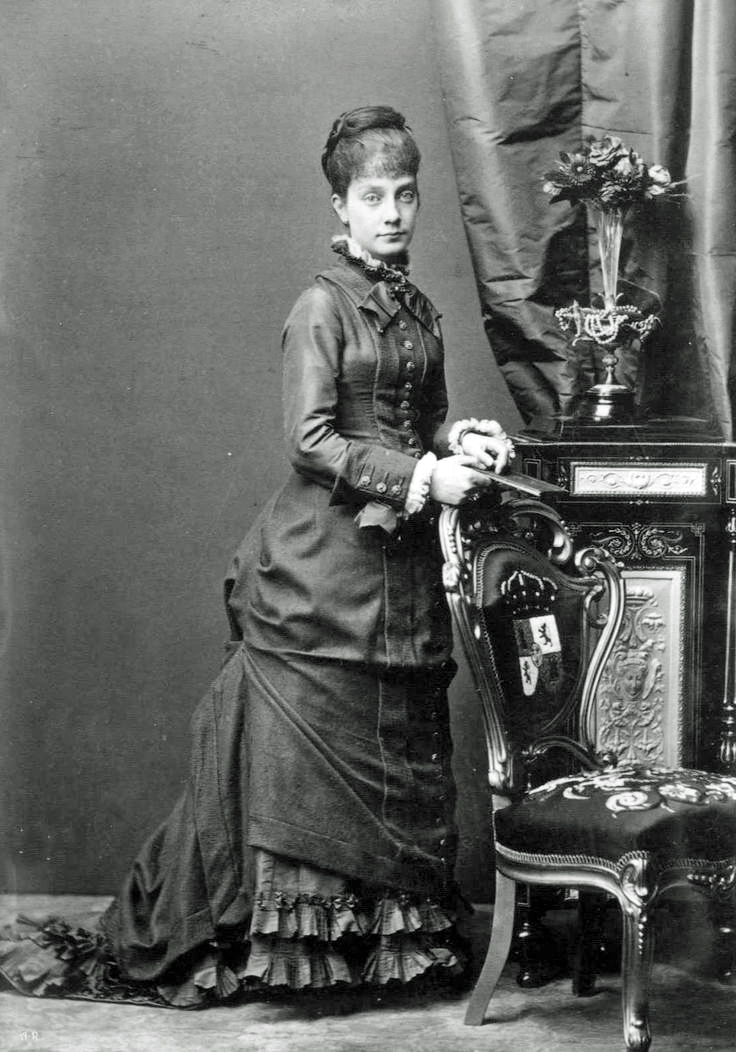
Infanta Pilar của Tây Ban Nha

Nơi đầu tiên mà Vương thất Tây Ban Nha cư trú là Lâu đài Pau, một lâu đài có kiến trúc thời phục hưng và từng là nơi sinh của Henri IV của Pháp, tổ phụ của Vương thất. Lâu đài Pau nằm ở vị trí thuận tiện gần biên giới Tây Ban Nha và được Napoléon III trao cho gia đình làm nơi ở tạm thời. Vì lâu đài rất khó chịu nên các cả gia đình sống ở đó không quá một tháng. Isabel II quyết định định cư ở Paris và Nữ vương đã mua Cung điện Basilweski ở đại lộ du Roi-de-Rome. Nằm gần Khải Hoàn Môn, Cung điện Basilweski được đổi tên thành Cung điện Castille và trở thành nơi cư trú của María del Pilar và gia đình.
Thoát khỏi triều đình Tây Ban Nha nặng tính lễ nghi, cuộc sống lưu vong mang lại nhiều tự do hơn cho María Pilar và các em gái của Vương nữ. Họ trở thành những Vương nữ Tây Ban Nha đầu tiên không được giáo dục trong khuôn khổ cung điện. Infanta Pilar, Paz và Eulalia đăng ký học tại Sacré-Coeur, một trường Công giáo do các nữ tu ở la rue de Varnnes điều hành. Mặc dù Sacré-Coeur là một trường nội trú, ba nàng Vương nữ vẫn đến lớp hàng ngày trong khi vẫn sống tại Cung điện Castille. Tiếng Pháp nhanh chóng trở thành ngôn ngữ đầu tiên của ba chị em. Isabel II, người cảm thấy phẫn uất vì mẹ ruột đã không quan tâm đến mình, đã hết lòng vì con cái. Sự gia giảm về hộ gia (household) và sự gần gũi do tình cảnh lưu vong mang lại đã khiến mối quan hệ giữa Nữ vương Isabel II và ba cô con gái trở nên gắn kết hơn. Anh trai Alfonso được gửi đi học ở Viên trong khi người chị cả Isabel thì sống ở Thụy Sĩ với chồng.
Trong khoảng thời gian kỉ niệm 2 năm sống ở Pháp, sự sụp đổ của chế độ quân chủ của Napoléon III và sự hỗn loạn ở Paris đã buộc Nữ vương Isabel II và các con rời thành phố vào ngày 29 tháng 9 năm 1871. Cả gia đình dành một năm tiếp theo ở Hotel de la paix ở Genève, Thụy Sĩ. Ngày 26 tháng 11 năm 1871, anh rể của María del Pilar là Vương tử Gaetano, Bá tước xứ Girgenti đã tự sát. Tháng 8 năm 1872, một tháng kể từ khi công xã bị giải thể, Nữ vương quyết định trở về Paris. Cung điện Castille, dinh thự của gia đình vẫn tồn tại qua cơn hỗn loạn. Tuy nhiên vì được sử dụng như một bệnh viện, nội thất và vật trang trí đã bị phá hủy và cần phải cải tạo lại. Trở lại Paris, Infanta Pilar 11 tuổi trở lại học ở Sacré-Coeur thêm hai năm nữa và sống một cách bình lặng. Trong một chuyến thăm đến Roma năm 1873, Infanta Pilar và hai em gái được rước lễ lần đầu bởi Giáo hoàng Piô IX.
Ngày 29 tháng 12 năm 1874, anh trai Alfonso của María del Pilar trở thành Quốc vương Alfonso XII của Tây Ban Nha, kết thúc Đệ Nhất Cộng hòa Tây Ban Nha. Vương thất Tây Ban Nha sau đó đã đoàn tụ tại Paris đừng đón Giao Thừa. Ngày 14 tháng 1 năm 1875, Alfonso XII đến Tây Ban Nha, kế đó là Infanta Isabel vào tháng 3, người được phong là Thân vương xứ Asturias. Pilar, lúc bấy giờ 13 tuổi, ở lại Pháp với mẹ và hai em gái.

## Trở về Tây Ban Nha

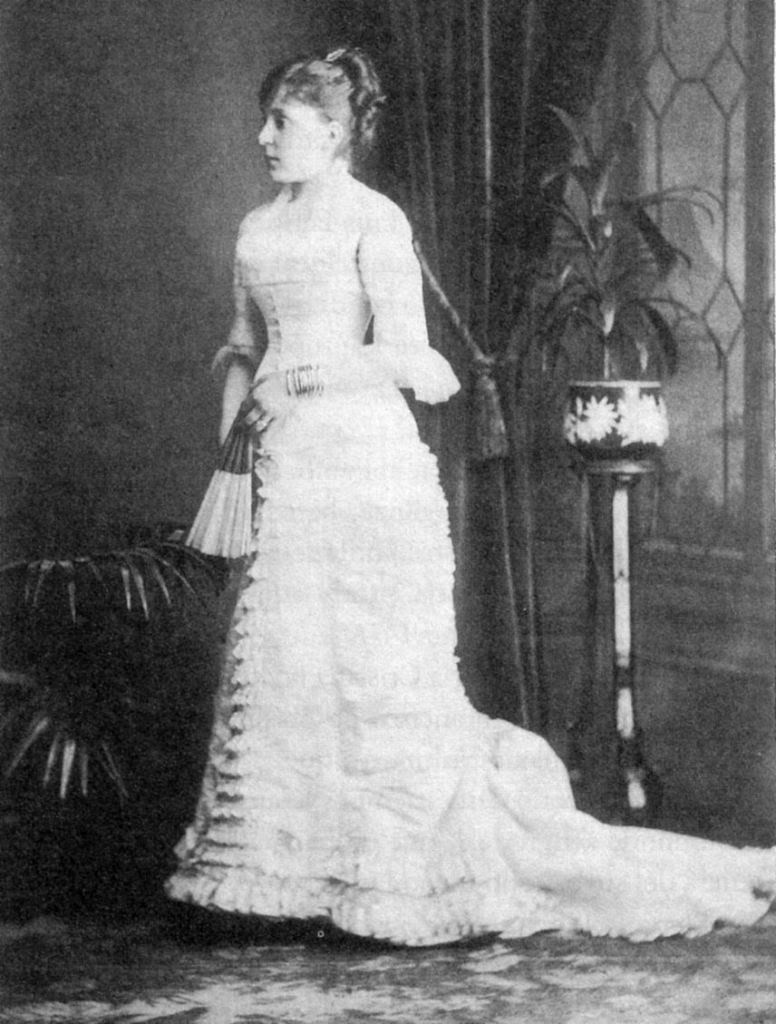
Infanta Pilar của Tây Ban Nha.

Antonio Cánovas del Castillo, Chủ tịch Hội đồng Bộ trưởng, cuối cùng đã cho phép Nữ vương Isabel II trở lại vào mùa hè năm 1876. Sau gần tám năm sống lưu vong, María del Pilar đến Tây Ban Nha từ Pháp bằng đường biển, cập bến Santander vào ngày 30 tháng 7 năm 1876. Trước đó Vương nữ đã đón sinh nhật 15 tuổi một tháng trước đó. Chào đón Isabel II, Pilar, Paz và Eulalia. Quốcc vương Alfonso XII và Nữ Thân vương xứ Asturias chào đón mẹ và em gái, nhưng họ rời thành phố ngay trong đêm. Pilar, cùng mẹ và các em gái thì vẫn ở lại Santander. Họ cùng đến Ontaneda để tắm biển và sau đó đi từ Santander đến El Escorial bằng tàu hỏa. Vào ngày 13 tháng 10, bốn mẹ con đến thăm Madrid trong bảy giờ. Isabel II không được chính phủ cho phép sống ở Madrid nên Pilar, mẹ và các em gái ở lại El Escorial cho đến khi cựu Vương quyết định sống cùng các cô con gái nhỏ ở Sevilla.
Trong gần một năm, từ tháng 11 năm 1876 đến tháng 9 năm 1877, María del Pilar sống với mẹ và các em gái tại Alcázar của Sevilla. Ngay sau khi họ đến Andalusia, dượng của Pilar là Antoine của Pháp, Công tước xứ Montpensier, cũng đến sống ở thành phố cùng gia đình. Infanta Pilar và các em gái thường xuyên lui tới thăm những người em họ của họ, con của dì là María Luisa Fernanda của Tây Ban Nha và Antoine của Pháp. Gia đình của María Luisa Fernanda cùng từng sống lưu vong ở Pháp gần như cùng lúc với gia đình của Isabel II và sau khi chế độ quân chủ của Tây Ban Nha được tái lập thì họ sống tại cung điện San Telmo ở Sevilla. Quốc vương và Nữ Thân vương xứ Asturias đến thăm Sevilla đến thăm mọi người và ở với họ trong một khoảng thời gian năm 1877. Alfonso XII đem lòng yêu người em họ là Vương tôn nữ María de las Mercedes của Tây Ban Nha và đã ngỏ lời cầu hôn Vương tôn nữ. Isabel II phản đối sự kết hợp này vì nữ vương căm ghét em rể của mình, người đã từng không tiếc tiền để góp phần hạ bệ nữ vương. Bực bội với sự lựa chọn của con trai về đối tượng kết hôn và cảm thấy bị bỏ rơi ở Sevilla, vào tháng 8, Isabel II quyết định quay trở lại Paris và sống lâu dài ở đó. Ngày 28 tháng 9 năm 1877, Infanta Pilar, Paz và Eulalia chuyển đến Madrid sống tại Cung điện Vương thất Madrid cùng với các chị cả và anh lớn. Vào tháng 11, Isabel II rời Tây Ban Nha đến Paris và María del Pilar không bao giờ gặp lại mẹ nữa.
Mùa thu năm 1877, một cuộc sống mới bắt đầu với María del Pilar tại Cung điện Vương thất Madrid, nơi Vương nữ được sinh ra vào mười sáu năm về trước. Việc học của María del Pilar được tiếp tục tại đây dưới sự giám sát của chị gái María Isabel. Ba cô em út sống trong một khu của cung điện tách biệt với chị cả và anh lớn. Sự sắp xếp này đã mang lại cho ba người một sự độc lập nhất định. Việc chăm sóc Pilar, Paz và Eulalia được giám sát bởi Bà Hầu tước xứ Santa Cruz. Pilar và em gái Paz kém một tuổi có mối quan hệ đặc biệt thân thiết.

## Triển vọng hôn nhân

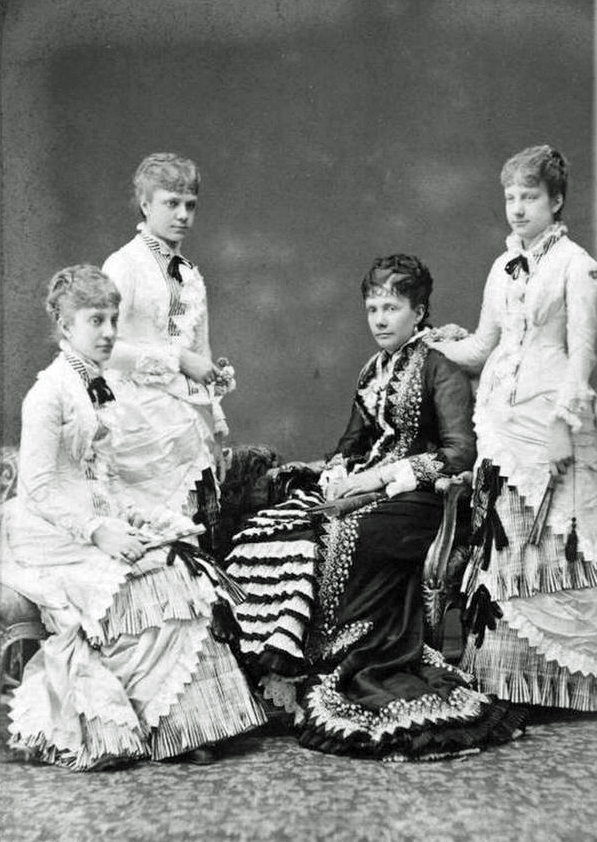
Infanta Pilar của Tây Ban Nha cùng 3 người chị em. Từ trái qua phải là: Pilar, Eulalia, Isabel và Paz

Vào ngày 23 tháng 1 năm 1878, tại Vương cung Thánh đường Nuestra Señora de Atocha ở Madrid, Quốc vương Alfonso XII của Tây Ban Nha kết hôn với người em họ là María de las Mercedes của Tây Ban Nha. Infanta Pilar, Paz và Eulalia rất thân thiết với María de las Mercedes, nhưng cuộc hôn nhân giữa Alfonso XII của Mercedes rất ngắn ngủi. Vương hậu bị sẩy thai và qua đời chỉ sáu tháng sau cuộc hôn nhân vì bệnh sốt thương hàn vào ngày 26 tháng 6 năm 1878. Pilar đã đến Sevilla để thăm cha của Mercedes là Antoine của Pháp, Công tước xứ Montpensier. Vào thời điểm này, có một đề xuất gả María del Pilar cho cháu trai của Antoine là Pierre của Orléans, Công tước xứ Penthièvre, một người họ hàng xa. Isabel II đã phản đối ý tưởng này và đề xuất bị bãi bỏ.
Vì anh trai Alfonso XII và chị gái Isabel đều chưa có hậu duệ nên Infanta Pilar đứng vị trí thứ ba trong danh sách kế vị ngai vàng Tây Ban Nha. Không có người thừa kế trực hệ, việc tìm kiếm một người chồng cho María del Pilar là vấn đề khẩn thiết. Kể từ những năm sống lưu vong ở Paris, Nữ vương Isabel II và bạn của ngài là Hoàng hậu Eugenia của Pháp đã ấp ủ một dự tính hôn nhân giữa Vương nữ và Hoàng thái tử Napoléon. Kế hoạch đã bị hoãn lại do sự sụp đổ của Đế quốc Pháp và cuộc lưu đày ở Anh của Hoàng thất Pháp, Isabel II đã nảy ra một ý tưởng về một cuộc hôn nhân thậm chí còn lừng lẫy hơn cho con gái mình. Đại vương công Rudolf, Thái tử nước Áo, bấy giờ đang tìm kiếm một người vợ. Nữ vương Isabel II đã yêu cầu con trai Alfonso XII gửi lời mời Rudolf đến Tây Ban Nha. Thái tử Rudolf đã đến tham gia chuyến thám hiểm săn bắn cùng với anh rể là Leopold của Bayern. Rudolf đã gặp gỡ María del Pilar và đã ngạc nhiên khi thấy Vương nữ có mái tóc vàng với đôi mắt trong veo vì Thái tử Áo nghĩ rằng tất cả phụ nữ Tây Ban Nha đều có màu tóc tối, nhưng Rudolf tỏ ra không quan tâm đến Pilar mà chỉ tập trung vào việc săn thú.
María del Pilar đã hy vọng được kết hôn với Hoàng thái tử Pháp. Hai người đã từng gặp nhau khi còn nhỏ, lúc ấy Pilar và em gái thỉnh thoảng được mời đến chơi với Louis-Napoléon tại Cung điện Tuileries. Lúc đó Louis-Napoléon đang sống lưu vong ở Anh. Thái tử Pháp dự kiến sẽ có chuyến thăm chính thức tới Madrid khi trở về từ Nam Phi, nơi Louis-Napoléon đang chiến đấu cùng quân đội Anh trong Chiến tranh Anh-Zulu. Trước khi có thể trở về thì Louis-Napoléon đã bị giết ở Nam Phi vào ngày 1 tháng 6 năm 1879. Pilar vô cùng đau buồn trước cái chết của người mình thương. Vương nữ chỉ sống lâu hôn Louis-Napoléon hai tháng sau đó.

## Qua đời

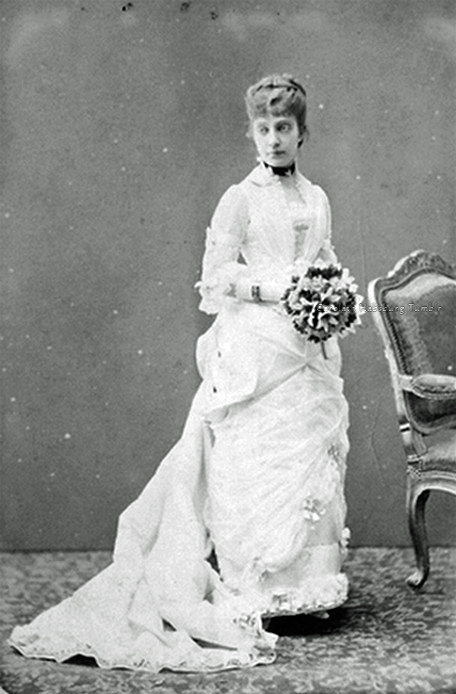
María el Pilar của Tây Ban Nha.

Vào đầu mùa hè năm 1879, Pilar, Paz và Eulalia được dự tính sẽ dành một thời gian ở Eskoriatza, một thị trấn nhỏ nổi tiếng với các suối nước khoáng nóng. Vào ngày 10 tháng 7, ba chị em đến Eskoriatza ở tỉnh Gipuzkoa sau một hành trình dài và mệt mỏi. Trong những tuần tiếp theo, khi họ đang nghỉ ngơi và tận hưởng một cuộc sống yên bình, dành thời gian đi dạo quanh vùng quê và đọc sách. María de la Paz đã nhận thấy chị gái María del Pilar trông xanh xao và mệt mỏi nhưng vì hai chị em thường đọc thư của nhau nên Paz không viết về điều đó cho hai anh chị lớn María Isabel và Alfonso XII để tránh đánh động đến Infanta María del Pilar.
Vào ngày 1 tháng 8, người dân địa phương tổ chức một lễ hội nhỏ để vinh danh Infanta Pilar. Mặc một chiếc váy trắng và đội chiếc mũ nồi đỏ trên đầu, Vương nữ Pilar tham dự một lễ hội miền quê với một chiếc váy trằng và chiếc mũ nồi đỏ cũng như tận hưởng những thú vui giản dị như cưỡi lừa, cưỡi bò và khiêu vũ ngoài trời. Đêm đó, Infanta Pilar phàn nàn rằng bản thân cảm thấy mệt mỏi. Ngày 3 tháng 8, Vương nữ cảm thấy không khỏe và nằm trên giường cả ngày. Ban đêm, khi đang đọc Graziella của Alphonse de Lamartine, María del Pilar lên cơn co giật cấp tính, bất tỉnh và không bao giờ tỉnh lại nữa. Vương nữ đã qua đời, có lẽ vì bệnh lao màng não. Tuy nhiên, báo cáo y tế chính thức được chẩn đoán là bị tràn dịch nghiêm trọng. María del Pilar được chôn cất vài ngày sau đó ở El Escorial.
Isabel và Alfonso XII đã không kịp đến bên Pilar lúc Vương nữ còn sống. "Mọi người", theo Infanta Paz viết là "yêu Pilar nhất". Vào ngày Thái tử Pháp Louis-Napoléon qua đời là ngày 1 tháng 6 năm 1879, một bông hoa tím - loài hoa của Vương tộc Bonaparte - được cho là đã rơi ra khỏi cuốn sách cầu nguyện của Pilar và bị gãy ở cuống. Theo đồn đại, khi Pilar biết tin Louis-Napoléon qua đời vài tuần sau đó, Vương nữ đã suy sụp và qua đời vì đau lòng.
Hoàng hậu Eugenia đã viết thư từ Camden vào ngày 9 tháng 8 năm 1879 cho mẹ của Hoàng hậu là Bá tước phu nhân xứ Montijo rằng: "Con đã nhận một tin khủng khiếp về cái chết của Infanta Pilar, người rất thân thiết với con trai con. Mẹ đã nói với con rằng con bé cảm thấy ốm mệt sau một buổi khiêu vũ ở Eskoriatza. Phải chăng Chúa đã thực sự quyết định đưa hai linh hồn vốn nên ở bên nhau này chăng."  Eugenia đã lấy một trong những vòng hoa từ nơi chôn cất của con trai mình và gửi nó đến nơi an nghỉ của María del Pilar ở El Escorial.
Infanta María de la Paz, khi ấy mới mười bảy tuổi, đã bị ảnh hưởng sâu sắc trước cái chết của chị gái. Nhiều năm sau, khi Paz kết hôn với Vương tôn Ludwig Ferdinand của Bayern, Paz đã quyết định đặt tên cho cô con gái duy nhất của mình là Maria del Pilar để tưởng nhớ người chị yêu dấu của mình. Do đó, María de la Paz đã đặt một cái tên Tây Ban Nha cho một thành viên thuộc Vương tộc Wittelsbach.

## Tước hiệu, kính xưng và huân chương
- 4 tháng 6 năm 1861 – 5 tháng 8 năm 1879: Su Alteza Real la Serenísima Señora Infanta María del Pilar (Berenguela) de Borbón y Borbón [2]/Her Royal Highness The Most Serene Lady Infanta María del Pilar (Berenguela) de Borbón y Borbón (Đức Ngài Cao trọng Vương nữ María María del Pilar (Berenguela) de Borbón y Borbón Điện hạ)
- Tây Ban Nha: Quý bà Grand Cross của Huân chương Vương hậu María Luisa.[3]

## Gia phả
| \| \| \| \| \| \| \| \| \| \| \| \| \| \| 16. Carlos III của Tây Ban Nha (=24) \| \| \| \| \| \| \| \| \| \| \| \| \| \| \| \| \| \| \| \| \| \| \| \| \| \| \| \| \| \| \| \| \| \| \| \| \| \| \| \| \| \| \| \| \| \| \| \| \| \| \| \| \| \| \| \| \| \| \| \| 8. Carlos IV của Tây Ban Nha (=12, 22, 30) \| \| \| \| \| \| \| \| \| \| \| \| \| \| \| \| \| \| \| \| \| \| \| \| \| \| \| \| \| \| \| \| \| \| \| \| \| \| \| \| \| \| \| \| \| \| \| \| \| \| \| \| \| \| \| \| \| \| \| \| \| \| \| \| \| \| \| \| \| \| \| \| 17. Maria Amalia của Ba Lan (=25) \| \| \| \| \| \| \| \| \| \| \| \| \| \| \| \| \| \| \| \| \| \| \| \| \| \| \| \| \| \| \| \| \| \| \| \| \| \| \| \| \| \| \| \| \| \| \| \| \| \| \| \| \| \| \| \| \| \| \| \| \| \| \| \| \| \| \| \| \| \| \| \| 4. Fernando VII của Tây Ban Nha \| \| \| \| \| \| \| \| \| \| \| \| \| \| \| \| \| \| \| \| \| \| \| \| \| \| \| \| \| \| \| \| \| \| \| \| \| \| \| \| \| \| \| \| \| \| \| \| \| \| \| \| \| \| \| \| \| \| \| \| \| \| \| \| \| \| \| \| \| \| \| \| 18. Filippo I xứ Parma (= 26) \| \| \| \| \| \| \| \| \| \| \| \| \| \| \| \| \| \| \| \| \| \| \| \| \| \| \| \| \| \| \| \| \| \| \| \| \| \| \| \| \| \| \| \| \| \| \| \| \| \| \| \| \| \| \| \| \| \| \| \| \| \| \| \| \| \| \| \| \| \| \| \| 9. María Luisa của Parma (=13, 23, 31) \| \| \| \| \| \| \| \| \| \| \| \| \| \| \| \| \| \| \| \| \| \| \| \| \| \| \| \| \| \| \| \| \| \| \| \| \| \| \| \| \| \| \| \| \| \| \| \| \| \| \| \| \| \| \| \| \| \| \| \| \| \| \| \| \| \| \| \| \| \| \| \| 19. Louise Élisabeth của Pháp (=27) \| \| \| \| \| \| \| \| \| \| \| \| \| \| \| \| \| \| \| \| \| \| \| \| \| \| \| \| \| \| \| \| \| \| \| \| \| \| \| \| \| \| \| \| \| \| \| \| \| \| \| \| \| \| \| \| \| \| \| \| \| \| \| \| \| \| \| \| \| \| \| \| 2. Isabel II của Tây Ban Nha \| \| \| \| \| \| \| \| \| \| \| \| \| \| \| \| \| \| \| \| \| \| \| \| \| \| \| \| \| \| \| \| \| \| \| \| \| \| \| \| \| \| \| \| \| \| \| \| \| \| \| \| \| \| \| \| \| \| \| \| \| \| \| \| \| \| \| \| \| \| \| \| 20. Ferdinando I của Hai Sicilie (=28) \| \| \| \| \| \| \| \| \| \| \| \| \| \| \| \| \| \| \| \| \| \| \| \| \| \| \| \| \| \| \| \| \| \| \| \| \| \| \| \| \| \| \| \| \| \| \| \| \| \| \| \| \| \| \| \| \| \| \| \| \| \| \| \| \| \| \| \| \| \| \| \| 10. Francesco I của Hai Sicilie (= 14) \| \| \| \| \| \| \| \| \| \| \| \| \| \| \| \| \| \| \| \| \| \| \| \| \| \| \| \| \| \| \| \| \| \| \| \| \| \| \| \| \| \| \| \| \| \| \| \| \| \| \| \| \| \| \| \| \| \| \| \| \| \| \| \| \| \| \| \| \| \| \| \| 21. Maria Karolina của Áo (=29) \| \| \| \| \| \| \| \| \| \| \| \| \| \| \| \| \| \| \| \| \| \| \| \| \| \| \| \| \| \| \| \| \| \| \| \| \| \| \| \| \| \| \| \| \| \| \| \| \| \| \| \| \| \| \| \| \| \| \| \| \| \| \| \| \| \| \| \| \| \| \| \| 5. Maria Cristina của Hai Sicilie \| \| \| \| \| \| \| \| \| \| \| \| \| \| \| \| \| \| \| \| \| \| \| \| \| \| \| \| \| \| \| \| \| \| \| \| \| \| \| \| \| \| \| \| \| \| \| \| \| \| \| \| \| \| \| \| \| \| \| \| \| \| \| \| \| \| \| \| \| \| \| \| 22. Carlos IV của Tây Ban Nha (=8, 12, 30) \| \| \| \| \| \| \| \| \| \| \| \| \| \| \| \| \| \| \| \| \| \| \| \| \| \| \| \| \| \| \| \| \| \| \| \| \| \| \| \| \| \| \| \| \| \| \| \| \| \| \| \| \| \| \| \| \| \| \| \| \| \| \| \| \| \| \| \| \| \| \| \| 11. María Isabel của Tây Ban Nha (= 15) \| \| \| \| \| \| \| \| \| \| \| \| \| \| \| \| \| \| \| \| \| \| \| \| \| \| \| \| \| \| \| \| \| \| \| \| \| \| \| \| \| \| \| \| \| \| \| \| \| \| \| \| \| \| \| \| \| \| \| \| \| \| \| \| \| \| \| \| \| \| \| \| 23. María Luisa của Parma (=9, 13, 31) \| \| \| \| \| \| \| \| \| \| \| \| \| \| \| \| \| \| \| \| \| \| \| \| \| \| \| \| \| \| \| \| \| \| \| \| \| \| \| \| \| \| \| \| \| \| \| \| \| \| \| \| \| \| \| \| \| \| \| \| \| \| \| \| \| \| \| \| \| \| \| \| 1. María del Pilar của Tây Ban Nha \| \| \| \| \| \| \| \| \| \| \| \| \| \| \| \| \| \| \| \| \| \| \| \| \| \| \| \| \| \| \| \| \| \| \| \| \| \| \| \| \| \| \| \| \| \| \| \| \| \| \| \| \| \| \| \| \| \| \| \| \| \| \| \| \| \| \| \| \| \| \| \| 24. Carlos III của Tây Ban Nha (=16) \| \| \| \| \| \| \| \| \| \| \| \| \| \| \| \| \| \| \| \| \| \| \| \| \| \| \| \| \| \| \| \| \| \| \| \| \| \| \| \| \| \| \| \| \| \| \| \| \| \| \| \| \| \| \| \| \| \| \| \| \| \| \| \| \| \| \| \| \| \| \| \| 12. Carlos IV của Tây Ban Nha (=8, 22, 30) \| \| \| \| \| \| \| \| \| \| \| \| \| \| \| \| \| \| \| \| \| \| \| \| \| \| \| \| \| \| \| \| \| \| \| \| \| \| \| \| \| \| \| \| \| \| \| \| \| \| \| \| \| \| \| \| \| \| \| \| \| \| \| \| \| \| \| \| \| \| \| \| 25. Maria Amalia của Ba Lan (=17) \| \| \| \| \| \| \| \| \| \| \| \| \| \| \| \| \| \| \| \| \| \| \| \| \| \| \| \| \| \| \| \| \| \| \| \| \| \| \| \| \| \| \| \| \| \| \| \| \| \| \| \| \| \| \| \| \| \| \| \| \| \| \| \| \| \| \| \| \| \| \| \| 6. Francisco de Paula của Tây Ban Nha \| \| \| \| \| \| \| \| \| \| \| \| \| \| \| \| \| \| \| \| \| \| \| \| \| \| \| \| \| \| \| \| \| \| \| \| \| \| \| \| \| \| \| \| \| \| \| \| \| \| \| \| \| \| \| \| \| \| \| \| \| \| \| \| \| \| \| \| \| \| \| \| 26. Filippo I xứ Parma (=18) \| \| \| \| \| \| \| \| \| \| \| \| \| \| \| \| \| \| \| \| \| \| \| \| \| \| \| \| \| \| \| \| \| \| \| \| \| \| \| \| \| \| \| \| \| \| \| \| \| \| \| \| \| \| \| \| \| \| \| \| \| \| \| \| \| \| \| \| \| \| \| \| 13. María Luisa của Parma (=9, 23, 31) \| \| \| \| \| \| \| \| \| \| \| \| \| \| \| \| \| \| \| \| \| \| \| \| \| \| \| \| \| \| \| \| \| \| \| \| \| \| \| \| \| \| \| \| \| \| \| \| \| \| \| \| \| \| \| \| \| \| \| \| \| \| \| \| \| \| \| \| \| \| \| \| 27. Louise Élisabeth của Pháp (=19) \| \| \| \| \| \| \| \| \| \| \| \| \| \| \| \| \| \| \| \| \| \| \| \| \| \| \| \| \| \| \| \| \| \| \| \| \| \| \| \| \| \| \| \| \| \| \| \| \| \| \| \| \| \| \| \| \| \| \| \| \| \| \| \| \| \| \| \| \| \| \| \| 3. Francisco de Asís của Tây Ban Nha \| \| \| \| \| \| \| \| \| \| \| \| \| \| \| \| \| \| \| \| \| \| \| \| \| \| \| \| \| \| \| \| \| \| \| \| \| \| \| \| \| \| \| \| \| \| \| \| \| \| \| \| \| \| \| \| \| \| \| \| \| \| \| \| \| \| \| \| \| \| \| \| 28. Ferdinando I của Hai Sicilie (=20) \| \| \| \| \| \| \| \| \| \| \| \| \| \| \| \| \| \| \| \| \| \| \| \| \| \| \| \| \| \| \| \| \| \| \| \| \| \| \| \| \| \| \| \| \| \| \| \| \| \| \| \| \| \| \| \| \| \| \| \| \| \| \| \| \| \| \| \| \| \| \| \| 14. Francesco I của Hai Sicilie (=10) \| \| \| \| \| \| \| \| \| \| \| \| \| \| \| \| \| \| \| \| \| \| \| \| \| \| \| \| \| \| \| \| \| \| \| \| \| \| \| \| \| \| \| \| \| \| \| \| \| \| \| \| \| \| \| \| \| \| \| \| \| \| \| \| \| \| \| \| \| \| \| \| 29. Maria Karolina của Áo (=21) \| \| \| \| \| \| \| \| \| \| \| \| \| \| \| \| \| \| \| \| \| \| \| \| \| \| \| \| \| \| \| \| \| \| \| \| \| \| \| \| \| \| \| \| \| \| \| \| \| \| \| \| \| \| \| \| \| \| \| \| \| \| \| \| \| \| \| \| \| \| \| \| 7. Luisa Carlotta của Hai Sicilie \| \| \| \| \| \| \| \| \| \| \| \| \| \| \| \| \| \| \| \| \| \| \| \| \| \| \| \| \| \| \| \| \| \| \| \| \| \| \| \| \| \| \| \| \| \| \| \| \| \| \| \| \| \| \| \| \| \| \| \| \| \| \| \| \| \| \| \| \| \| \| \| 30. Carlos IV của Tây Ban Nha (=8, 12, 22) \| \| \| \| \| \| \| \| \| \| \| \| \| \| \| \| \| \| \| \| \| \| \| \| \| \| \| \| \| \| \| \| \| \| \| \| \| \| \| \| \| \| \| \| \| \| \| \| \| \| \| \| \| \| \| \| \| \| \| \| \| \| \| \| \| \| \| \| \| \| \| \| 15. María Isabel của Tây Ban Nha (=11) \| \| \| \| \| \| \| \| \| \| \| \| \| \| \| \| \| \| \| \| \| \| \| \| \| \| \| \| \| \| \| \| \| \| \| \| \| \| \| \| \| \| \| \| \| \| \| \| \| \| \| \| \| \| \| \| \| \| \| \| \| \| \| \| \| \| \| \| \| \| \| \| 31. María Luisa của Parma (=9, 13, 23) \| \| \| \| \| \| \| \| \| \| \| \| \| \| \| \| \| \| \| \| \| \| \| \| \| \| \| \| \| \| \| \| \| \| \| \| \| \| \| \| \| \| \| \| \| \| \| \| \| \| \| \| |                                            |  |  |  |  |  |  |  |  |  |  |  |                                      |  |  |  |
| |                                            |  |  |  |  |  |  |  |  |  |  |  | 16. Carlos III của Tây Ban Nha (=24) |  |  |  |
| |                                            |  |  |  |  |  |  |  |  |  |  |  |                                      |  |  |  |
| |                                            |  |  |  |  |  |  |  |  |  |  |  |                                      |  |  |  |
| |                                            |  |  |  |  |  |  |  |  |  |  |  |                                      |  |  |  |
| | 8. Carlos IV của Tây Ban Nha (=12, 22, 30) |  |  |  |  |  |  |  |  |  |  |  |                                      |  |  |  |
| |                                            |  |  |  |  |  |  |  |  |  |  |  |                                      |  |  |  |
| |                                            |  |  |  |  |  |  |  |  |  |  |  |                                      |  |  |  |
| |                                            |  |  |  |  |  |  |  |  |  |  |  |                                      |  |  |  |
| | 17. Maria Amalia của Ba Lan (=25)          |  |  |  |  |  |  |  |  |  |  |  |                                      |  |  |  |
| |                                            |  |  |  |  |  |  |  |  |  |  |  |                                      |  |  |  |
| |                                            |  |  |  |  |  |  |  |  |  |  |  |                                      |  |  |  |
| |                                            |  |  |  |  |  |  |  |  |  |  |  |                                      |  |  |  |
| | 4. Fernando VII của Tây Ban Nha            |  |  |  |  |  |  |  |  |  |  |  |                                      |  |  |  |
| |                                            |  |  |  |  |  |  |  |  |  |  |  |                                      |  |  |  |
| |                                            |  |  |  |  |  |  |  |  |  |  |  |                                      |  |  |  |
| |                                            |  |  |  |  |  |  |  |  |  |  |  |                                      |  |  |  |
| | 18. Filippo I xứ Parma (= 26)              |  |  |  |  |  |  |  |  |  |  |  |                                      |  |  |  |
| |                                            |  |  |  |  |  |  |  |  |  |  |  |                                      |  |  |  |
| |                                            |  |  |  |  |  |  |  |  |  |  |  |                                      |  |  |  |
| |                                            |  |  |  |  |  |  |  |  |  |  |  |                                      |  |  |  |
| | 9. María Luisa của Parma (=13, 23, 31)     |  |  |  |  |  |  |  |  |  |  |  |                                      |  |  |  |
| |                                            |  |  |  |  |  |  |  |  |  |  |  |                                      |  |  |  |
| |                                            |  |  |  |  |  |  |  |  |  |  |  |                                      |  |  |  |
| |                                            |  |  |  |  |  |  |  |  |  |  |  |                                      |  |  |  |
| | 19. Louise Élisabeth của Pháp (=27)        |  |  |  |  |  |  |  |  |  |  |  |                                      |  |  |  |
| |                                            |  |  |  |  |  |  |  |  |  |  |  |                                      |  |  |  |
| |                                            |  |  |  |  |  |  |  |  |  |  |  |                                      |  |  |  |
| |                                            |  |  |  |  |  |  |  |  |  |  |  |                                      |  |  |  |
| | 2. Isabel II của Tây Ban Nha               |  |  |  |  |  |  |  |  |  |  |  |                                      |  |  |  |
| |                                            |  |  |  |  |  |  |  |  |  |  |  |                                      |  |  |  |
| |                                            |  |  |  |  |  |  |  |  |  |  |  |                                      |  |  |  |
| |                                            |  |  |  |  |  |  |  |  |  |  |  |                                      |  |  |  |
| | 20. Ferdinando I của Hai Sicilie (=28)     |  |  |  |  |  |  |  |  |  |  |  |                                      |  |  |  |
| |                                            |  |  |  |  |  |  |  |  |  |  |  |                                      |  |  |  |
| |                                            |  |  |  |  |  |  |  |  |  |  |  |                                      |  |  |  |
| |                                            |  |  |  |  |  |  |  |  |  |  |  |                                      |  |  |  |
| | 10. Francesco I của Hai Sicilie (= 14)     |  |  |  |  |  |  |  |  |  |  |  |                                      |  |  |  |
| |                                            |  |  |  |  |  |  |  |  |  |  |  |                                      |  |  |  |
| |                                            |  |  |  |  |  |  |  |  |  |  |  |                                      |  |  |  |
| |                                            |  |  |  |  |  |  |  |  |  |  |  |                                      |  |  |  |
| | 21. Maria Karolina của Áo (=29)            |  |  |  |  |  |  |  |  |  |  |  |                                      |  |  |  |
| |                                            |  |  |  |  |  |  |  |  |  |  |  |                                      |  |  |  |
| |                                            |  |  |  |  |  |  |  |  |  |  |  |                                      |  |  |  |
| |                                            |  |  |  |  |  |  |  |  |  |  |  |                                      |  |  |  |
| | 5. Maria Cristina của Hai Sicilie          |  |  |  |  |  |  |  |  |  |  |  |                                      |  |  |  |
| |                                            |  |  |  |  |  |  |  |  |  |  |  |                                      |  |  |  |
| |                                            |  |  |  |  |  |  |  |  |  |  |  |                                      |  |  |  |
| |                                            |  |  |  |  |  |  |  |  |  |  |  |                                      |  |  |  |
| | 22. Carlos IV của Tây Ban Nha (=8, 12, 30) |  |  |  |  |  |  |  |  |  |  |  |                                      |  |  |  |
| |                                            |  |  |  |  |  |  |  |  |  |  |  |                                      |  |  |  |
| |                                            |  |  |  |  |  |  |  |  |  |  |  |                                      |  |  |  |
| |                                            |  |  |  |  |  |  |  |  |  |  |  |                                      |  |  |  |
| | 11. María Isabel của Tây Ban Nha (= 15)    |  |  |  |  |  |  |  |  |  |  |  |                                      |  |  |  |
| |                                            |  |  |  |  |  |  |  |  |  |  |  |                                      |  |  |  |
| |                                            |  |  |  |  |  |  |  |  |  |  |  |                                      |  |  |  |
| |                                            |  |  |  |  |  |  |  |  |  |  |  |                                      |  |  |  |
| | 23. María Luisa của Parma (=9, 13, 31)     |  |  |  |  |  |  |  |  |  |  |  |                                      |  |  |  |
| |                                            |  |  |  |  |  |  |  |  |  |  |  |                                      |  |  |  |
| |                                            |  |  |  |  |  |  |  |  |  |  |  |                                      |  |  |  |
| |                                            |  |  |  |  |  |  |  |  |  |  |  |                                      |  |  |  |
| | 1. María del Pilar của Tây Ban Nha         |  |  |  |  |  |  |  |  |  |  |  |                                      |  |  |  |
| |                                            |  |  |  |  |  |  |  |  |  |  |  |                                      |  |  |  |
| |                                            |  |  |  |  |  |  |  |  |  |  |  |                                      |  |  |  |
| |                                            |  |  |  |  |  |  |  |  |  |  |  |                                      |  |  |  |
| | 24. Carlos III của Tây Ban Nha (=16)       |  |  |  |  |  |  |  |  |  |  |  |                                      |  |  |  |
| |                                            |  |  |  |  |  |  |  |  |  |  |  |                                      |  |  |  |
| |                                            |  |  |  |  |  |  |  |  |  |  |  |                                      |  |  |  |
| |                                            |  |  |  |  |  |  |  |  |  |  |  |                                      |  |  |  |
| | 12. Carlos IV của Tây Ban Nha (=8, 22, 30) |  |  |  |  |  |  |  |  |  |  |  |                                      |  |  |  |
| |                                            |  |  |  |  |  |  |  |  |  |  |  |                                      |  |  |  |
| |                                            |  |  |  |  |  |  |  |  |  |  |  |                                      |  |  |  |
| |                                            |  |  |  |  |  |  |  |  |  |  |  |                                      |  |  |  |
| | 25. Maria Amalia của Ba Lan (=17)          |  |  |  |  |  |  |  |  |  |  |  |                                      |  |  |  |
| |                                            |  |  |  |  |  |  |  |  |  |  |  |                                      |  |  |  |
| |                                            |  |  |  |  |  |  |  |  |  |  |  |                                      |  |  |  |
| |                                            |  |  |  |  |  |  |  |  |  |  |  |                                      |  |  |  |
| | 6. Francisco de Paula của Tây Ban Nha      |  |  |  |  |  |  |  |  |  |  |  |                                      |  |  |  |
| |                                            |  |  |  |  |  |  |  |  |  |  |  |                                      |  |  |  |
| |                                            |  |  |  |  |  |  |  |  |  |  |  |                                      |  |  |  |
| |                                            |  |  |  |  |  |  |  |  |  |  |  |                                      |  |  |  |
| | 26. Filippo I xứ Parma (=18)               |  |  |  |  |  |  |  |  |  |  |  |                                      |  |  |  |
| |                                            |  |  |  |  |  |  |  |  |  |  |  |                                      |  |  |  |
| |                                            |  |  |  |  |  |  |  |  |  |  |  |                                      |  |  |  |
| |                                            |  |  |  |  |  |  |  |  |  |  |  |                                      |  |  |  |
| | 13. María Luisa của Parma (=9, 23, 31)     |  |  |  |  |  |  |  |  |  |  |  |                                      |  |  |  |
| |                                            |  |  |  |  |  |  |  |  |  |  |  |                                      |  |  |  |
| |                                            |  |  |  |  |  |  |  |  |  |  |  |                                      |  |  |  |
| |                                            |  |  |  |  |  |  |  |  |  |  |  |                                      |  |  |  |
| | 27. Louise Élisabeth của Pháp (=19)        |  |  |  |  |  |  |  |  |  |  |  |                                      |  |  |  |
| |                                            |  |  |  |  |  |  |  |  |  |  |  |                                      |  |  |  |
| |                                            |  |  |  |  |  |  |  |  |  |  |  |                                      |  |  |  |
| |                                            |  |  |  |  |  |  |  |  |  |  |  |                                      |  |  |  |
| | 3. Francisco de Asís của Tây Ban Nha       |  |  |  |  |  |  |  |  |  |  |  |                                      |  |  |  |
| |                                            |  |  |  |  |  |  |  |  |  |  |  |                                      |  |  |  |
| |                                            |  |  |  |  |  |  |  |  |  |  |  |                                      |  |  |  |
| |                                            |  |  |  |  |  |  |  |  |  |  |  |                                      |  |  |  |
| | 28. Ferdinando I của Hai Sicilie (=20)     |  |  |  |  |  |  |  |  |  |  |  |                                      |  |  |  |
| |                                            |  |  |  |  |  |  |  |  |  |  |  |                                      |  |  |  |
| |                                            |  |  |  |  |  |  |  |  |  |  |  |                                      |  |  |  |
| |                                            |  |  |  |  |  |  |  |  |  |  |  |                                      |  |  |  |
| | 14. Francesco I của Hai Sicilie (=10)      |  |  |  |  |  |  |  |  |  |  |  |                                      |  |  |  |
| |                                            |  |  |  |  |  |  |  |  |  |  |  |                                      |  |  |  |
| |                                            |  |  |  |  |  |  |  |  |  |  |  |                                      |  |  |  |
| |                                            |  |  |  |  |  |  |  |  |  |  |  |                                      |  |  |  |
| | 29. Maria Karolina của Áo (=21)            |  |  |  |  |  |  |  |  |  |  |  |                                      |  |  |  |
| |                                            |  |  |  |  |  |  |  |  |  |  |  |                                      |  |  |  |
| |                                            |  |  |  |  |  |  |  |  |  |  |  |                                      |  |  |  |
| |                                            |  |  |  |  |  |  |  |  |  |  |  |                                      |  |  |  |
| | 7. Luisa Carlotta của Hai Sicilie          |  |  |  |  |  |  |  |  |  |  |  |                                      |  |  |  |
| |                                            |  |  |  |  |  |  |  |  |  |  |  |                                      |  |  |  |
| |                                            |  |  |  |  |  |  |  |  |  |  |  |                                      |  |  |  |
| |                                            |  |  |  |  |  |  |  |  |  |  |  |                                      |  |  |  |
| | 30. Carlos IV của Tây Ban Nha (=8, 12, 22) |  |  |  |  |  |  |  |  |  |  |  |                                      |  |  |  |
| |                                            |  |  |  |  |  |  |  |  |  |  |  |                                      |  |  |  |
| |                                            |  |  |  |  |  |  |  |  |  |  |  |                                      |  |  |  |
| |                                            |  |  |  |  |  |  |  |  |  |  |  |                                      |  |  |  |
| | 15. María Isabel của Tây Ban Nha (=11)     |  |  |  |  |  |  |  |  |  |  |  |                                      |  |  |  |
| |                                            |  |  |  |  |  |  |  |  |  |  |  |                                      |  |  |  |
| |                                            |  |  |  |  |  |  |  |  |  |  |  |                                      |  |  |  |
| |                                            |  |  |  |  |  |  |  |  |  |  |  |                                      |  |  |  |
| | 31. María Luisa của Parma (=9, 13, 23)     |  |  |  |  |  |  |  |  |  |  |  |                                      |  |  |  |
| |                                            |  |  |  |  |  |  |  |  |  |  |  |                                      |  |  |  |
| |                                            |  |  |  |  |  |  |  |  |  |  |  |                                      |  |  |  |